# Lenguas bereberes
Las lenguas bereberes o lenguas amaziges (Tamaziɣt o Tamazight; Neotifinagh: ⵜⴰⵎⴰⵣⵉⵖⵜ, Tifinag tuareg: ⵜⵎⵣⵗⵜ, pronunciado [tæmæˈzɪɣt], [θæmæˈzɪɣθ]), también llamadas el bereber, tamazigt o tamazijt constituyen una subfamilia de la familia de lenguas afroasiáticas, habladas por los grupos bereberes  en África del norte, por más de 25 millones de personas, de los cuales entre doce y trece millones residen en Marruecos, y entre siete y ocho millones residen en Argelia.
Antiguamente se escribían usando la escritura líbico-berber testimoniada arqueológicamente al menos desde el siglo III a. C. y que sigue existiendo ahora en la forma del tifinag. Este era utilizado tradicionalmente por los tuaregs y ha sido revivido en época reciente por instituciones y movimientos culturales berberistas, como el Congreso Mundial Amazig. Se usa también el alfabeto bereber latino en Argelia (que incluye letras griegas como ɣ) y el alfabeto árabe en otros lugares, como Marruecos, hasta la adopción oficial del tifinagh para la enseñanza.
También formaban parte de las lenguas bereberes las diferentes variedades guanches en las islas Canarias con anterioridad a su conquista.

## Situación por país

Mapa de las lenguas bereberes en el norte de África

Antes de la expansión islámica en el siglo VIII, las diversas variantes de bereber eran la lengua principal del norte de África, desde las islas Canarias hasta el valle del Nilo (en este último la lengua principal era el copto, aunque al oeste del Valle se habría hablado la variante tasiwit del bereber). La posterior arabización que siguió a la expansión del islam, produjo una situación de sustitución lingüística en favor del árabe. Sin embargo, en muchas áreas particularmente en Marruecos y Argelia quedan todavía en la actualidad importantísimas minorías de habla bereber.

### Hablantes de Marruecos
No se conoce el número de hablantes del bereber. El censo de 2004 realizado en Marruecos estimó que el 28,1% de la población habla el bereber. En 2008 Frédéric Deroche estimó que los hablantes del bereber serían en torno al 40% de la población. Otros estiman que alrededor del 60 % de la población de Marruecos son hablantes de alguna variante de bereber.
Actualmente, el amazig se ha convertido en el idioma oficial del país, junto al árabe tradicional. Las lenguas bereberes habladas mayoritariamente en Marruecos ordenadas por número de hablantes son:
1. Idioma tashelhit o shelha
2. Idioma rifeño (tarifit) en la región del Rif en la parte noreste del país y también en la ciudad española de Melilla, en la que 6813 personas lo hablan.[12][13][14]
3. Idioma tamazight de Marruecos central
4. Idioma iznasen: El idioma iznasen es una lengua bereber septentrional, del grupo de las lenguas zenati, es hablado al este del Rif, en el Reino de Marruecos, por las tribus rifeñas de los Beni Znassen y los Ikebdanen, se trata de una lengua próxima al idioma rifeño y a las lenguas bereberes de Argelia occidental.
5. Idioma sanhaya de Srair
6. Idioma bereber ghomari

### Hablantes de Argelia

Lenguas bereberes del centro y este de Argelia.

Lenguas bereberes del centro y oeste de Argelia.

Se estima que alrededor de un 25 o un 30 % de la población de Argelia tienen como lengua nativa el bereber. En este país las cuatro principales variedades son:
1. el Idioma cabilio o taqbaylit, en el norte, en la región de la Cabilia.
2. el Idioma chaoui o tacawit, en un territorio situado al sureste de la Cabilia.
3. el Idioma shenwa, (en idioma francés: Chenoua), en la región del monte Chenoua, al oeste de Argel.
4. el Idioma mozabita o tumzabt, en el Valle de M'Zab, situado en la parte central del norte del país.

### Hablantes de Túnez
En Túnez las lenguas bereberes están representadas únicamente por relictos locales, tales como el de la isla de Djerba, en que se habla djerbi, o en la localidad de Matmata se habla bereber de Matmata.
El sened es una lengua bereber que se habló hasta principios de los años 1970 en la ciudad de Sened. En 1911 toda la población de esta ciudad hablaba la lengua, hacia 1968 solo unos pocos ancianos.

### Hablantes de Libia
En Libia se hablan todavía cuatro lenguas usualmente clasificadas dentro de las lenguas bereberes orientales:
1. El idioma nafusi o tanfusit, hablado por los nafusa, el mayor grupo bereber de Libia, en el Yebel Nefusa (pueblos de Jadu, Nalut (Lalut), Yefren) y en la ciudad costera de Zuara en el noroeste (Tripolitania).
2. El idioma sawknah o sokna tenía unos 5000 hablantes repartidos en dos localidades, en Tripolitania y Fezzan.
3. El idioma awjila tiene unos 3000 hablantes en Cirenaica, muchos de ellos mujeres monolingües.
4. El idioma ghadamés es hablado por unas 4000 personas cerca de la frontera con Túnez y Argelia.

### Hablantes tuaregs
Tanto en el Sáhara, como en Nigeria, Senegal y Burkina Faso hay hablantes de lenguas tuareg. Estas lenguas constituyen una rama diferente del bereber septentrional, entre las variedades de tuareg están:
1. Tamahaq (Argelia)
2. Tamashek (Argelia)
3. Tamajeq de Air (Níger)
4. Tawallammat (Níger)

### Hablantes de Mauritania
El idioma zenaga la lengua tradicional de los zenagas de Mauritania, en la actualidad la lengua tiene solo unos 200 hablantes.

### Hablantes de Egipto
En Egipto existe una pequeña comunidad de hablantes, formada unos 30 000 habitantes del oasis de Siwa y aldeas cercanas, situado en el desierto de Libia, cerca de la frontera con Libia. Siwa constituye el enclave berberófono más oriental, y en la conservación de su lengua (llamada tasiwit —sīwī en árabe—) probablemente influya el largo aislamiento del pueblo, situado a más de 300 km de la población más cercana y durante años cerrado a los visitantes debido al control militar de la zona a causa de su carácter fronterizo. El tasiwit no tiene ningún reconocimiento oficial, y tampoco parecen existir movimientos reivindicativos al respecto. La Iglesia copta en la liturgia utiliza el copto, variante derivada del antiguo egipcio.

### Los aborígenes canarios
En el tiempo de la conquista europea de las islas Canarias, en el siglo XV, las islas estaban ocupadas por grupos étnicos de origen bereber, organizados en menceyatos, guanartematos o cantones. La lengua de cada isla era muy similar, y se utilizaban nativos de unas islas como intérpretes en la conquista de las siguientes, hay abundante documentación sobre estos hechos. Los habitantes de algunas islas vivían relativamente aislados unos de otros, sin contacto cotidiano. Por esa razón la lengua guanche debe ser considerada un complejo dialectal formado por diversas variantes parcialmente inteligibles entre sí.
El proceso de aculturación que tuvo lugar tras la conquista (siglo XV) llevó a la desaparición de las hablas amaziges del archipiélago en el siglo XVIII quedando algunas palabras relacionadas con la actividad ganadera, la flora, etnónimos y numerosos topónimos. Hay muy pocos testimonios escritos de estas lenguas recogidos durante el siglo XVI, y no existe ninguna compilación sistemática o gramática de ellas. Los términos que actualmente se conservan de dicha habla antigua, así como los recogidos por los cronistas permiten la identificación de dichas lenguas con el bereber. Muchos de los topónimos canarios son reconocibles e interpretables en bereber, por ejemplo la marca de femenino típica en t- ... (-t) aparece en numerosos topónimos.
Una frase en guanche podría ser: Tanaga guayoch archimenseu nahaya dir hanido sahet chunga pelut, que significa: "El valeroso padre de la patria murió y dejó los naturales huérfanos". [cita requerida]

## Clasificación
Las lenguas amaziges son una rama de la familia afroasiática. Tradicionalmente se calificó como una lengua camítica, aunque actualmente se ha abandonado dicha clasificación al comprobarse que las lenguas camíticas no constituyen una división filogenética válida dentro de las lenguas camítico-semíticas. De hecho, la propia noción original de familia camítico-semítica ha sido reclasificada como familia afroasiáticas, introduciendo cambios importantes en los grupos que se consideran parte de la misma.

### Clasificación interna
No existe consenso total sobre la clasificación interna de las lenguas bereberes. Tradicionalmente se identifican los siguientes grupos y subgrupos:
1. Lenguas guanches
2. Lenguas bereberes orientales
A. Egipto: Idioma siwi.
B. Libia: Idioma awjila, idioma sawknah, idioma nafusi, idioma ghadamés.
3. Lenguas bereberes septentrionales
A. Lenguas bereberes del Atlas (Tamazight del Marruecos Central, Tashelhit, Judeo-Bereber).
B. Lenguas zenati; (idioma bereber ghomari, Lenguas mzab-wargla, idioma chaoui, idioma tidikelt, idioma shenwa, idioma rifeño).
C. Idioma cabilio
4. lenguas tuareg.
Tuareg septentrional (Argelia): Tamahaq.
Tuareg meridional (Malí): Tamashek, Tamajeq de Air, Tawallammat (Níger).
5. Lenguas bereberes occidentales
Lengua zenaga (Mauritania).
Lengua tetserret (Níger).

Los últimos dos grupos son unidades filogenéticas universalmente reconocidas por todos los autores, concentrándose en las discrepancias la clasificación de las lenguas bereberes septentrionales y orientales. Para algunos autores la división oriental es un subgrupo del grupo septentrional. Algunos autores consideran que algunas lenguas incluidas en el grupo zenati deben ser asignadas al grupo Atlas (ghomara). Para otros el grupo oriental y el grupo zenati forman una rama del bereber. El proyecto comparativo ASJP basado en la cercanía léxica medida por la distancia de Levenshtein construye un árbol donde el grupo zenati y oriental aparecen intermezclados. Una clasificación que corrige algunos puntos de la clasificación tradicional:
|  | Ghomara          |
|  |                  |
|  | Senhaya de Srair |
|  |                  |

|  | Tamazight (Marruecos) |
|  |                       |
|  | Tashelhit (Marruecos) |
|  |                       |
|  | Judeo-Bereber         |
|  |                       |

|  | Rifeño (Marruecos) |
|  |                    |
|  | Cabilio            |
|  |                    |
|  | Matmata            |
|  |                    |

|  | Ghomara          |
|  |                  |
|  | Senhaya de Srair |
|  |                  |

|  | Tamazight (Marruecos) |
|  |                       |
|  | Tashelhit (Marruecos) |
|  |                       |
|  | Judeo-Bereber         |
|  |                       |

|  | Rifeño (Marruecos) |
|  |                    |
|  | Cabilio            |
|  |                    |
|  | Matmata            |
|  |                    |

|  | \| \| Mzab-Wargla \| \| \| \| \| \| Tumzabt \| \| \| \| \| \| Figuig \| \| \| \| |
|  |                                                                                  |
|  | Siwa-sokna-Nafusi                                                                |
|  |                                                                                  |
|  | Mzab-Wargla                                                                      |
|  |                                                                                  |
|  | Tumzabt                                                                          |
|  |                                                                                  |
|  | Figuig                                                                           |
|  |                                                                                  |

|  | Mzab-Wargla |
|  |             |
|  | Tumzabt     |
|  |             |
|  | Figuig      |
|  |             |

|  | \| \| Mzab-Wargla \| \| \| \| \| \| Tumzabt \| \| \| \| \| \| Figuig \| \| \| \| |
|  |                                                                                  |
|  | Siwa-sokna-Nafusi                                                                |
|  |                                                                                  |
|  | Mzab-Wargla                                                                      |
|  |                                                                                  |
|  | Tumzabt                                                                          |
|  |                                                                                  |
|  | Figuig                                                                           |
|  |                                                                                  |

|  | Mzab-Wargla |
|  |             |
|  | Tumzabt     |
|  |             |
|  | Figuig      |
|  |             |

|  | Ghomara          |
|  |                  |
|  | Senhaya de Srair |
|  |                  |

|  | Tamazight (Marruecos) |
|  |                       |
|  | Tashelhit (Marruecos) |
|  |                       |
|  | Judeo-Bereber         |
|  |                       |

|  | Rifeño (Marruecos) |
|  |                    |
|  | Cabilio            |
|  |                    |
|  | Matmata            |
|  |                    |

|  | Ghomara          |
|  |                  |
|  | Senhaya de Srair |
|  |                  |

|  | Tamazight (Marruecos) |
|  |                       |
|  | Tashelhit (Marruecos) |
|  |                       |
|  | Judeo-Bereber         |
|  |                       |

|  | Rifeño (Marruecos) |
|  |                    |
|  | Cabilio            |
|  |                    |
|  | Matmata            |
|  |                    |

|  | \| \| Mzab-Wargla \| \| \| \| \| \| Tumzabt \| \| \| \| \| \| Figuig \| \| \| \| |
|  |                                                                                  |
|  | Siwa-sokna-Nafusi                                                                |
|  |                                                                                  |
|  | Mzab-Wargla                                                                      |
|  |                                                                                  |
|  | Tumzabt                                                                          |
|  |                                                                                  |
|  | Figuig                                                                           |
|  |                                                                                  |

|  | Mzab-Wargla |
|  |             |
|  | Tumzabt     |
|  |             |
|  | Figuig      |
|  |             |

|  | \| \| Mzab-Wargla \| \| \| \| \| \| Tumzabt \| \| \| \| \| \| Figuig \| \| \| \| |
|  |                                                                                  |
|  | Siwa-sokna-Nafusi                                                                |
|  |                                                                                  |
|  | Mzab-Wargla                                                                      |
|  |                                                                                  |
|  | Tumzabt                                                                          |
|  |                                                                                  |
|  | Figuig                                                                           |
|  |                                                                                  |

|  | Mzab-Wargla |
|  |             |
|  | Tumzabt     |
|  |             |
|  | Figuig      |
|  |             |

|  | Ghomara          |
|  |                  |
|  | Senhaya de Srair |
|  |                  |

|  | Tamazight (Marruecos) |
|  |                       |
|  | Tashelhit (Marruecos) |
|  |                       |
|  | Judeo-Bereber         |
|  |                       |

|  | Rifeño (Marruecos) |
|  |                    |
|  | Cabilio            |
|  |                    |
|  | Matmata            |
|  |                    |

|  | Ghomara          |
|  |                  |
|  | Senhaya de Srair |
|  |                  |

|  | Tamazight (Marruecos) |
|  |                       |
|  | Tashelhit (Marruecos) |
|  |                       |
|  | Judeo-Bereber         |
|  |                       |

|  | Rifeño (Marruecos) |
|  |                    |
|  | Cabilio            |
|  |                    |
|  | Matmata            |
|  |                    |

|  | \| \| Mzab-Wargla \| \| \| \| \| \| Tumzabt \| \| \| \| \| \| Figuig \| \| \| \| |
|  |                                                                                  |
|  | Siwa-sokna-Nafusi                                                                |
|  |                                                                                  |
|  | Mzab-Wargla                                                                      |
|  |                                                                                  |
|  | Tumzabt                                                                          |
|  |                                                                                  |
|  | Figuig                                                                           |
|  |                                                                                  |

|  | Mzab-Wargla |
|  |             |
|  | Tumzabt     |
|  |             |
|  | Figuig      |
|  |             |

|  | \| \| Mzab-Wargla \| \| \| \| \| \| Tumzabt \| \| \| \| \| \| Figuig \| \| \| \| |
|  |                                                                                  |
|  | Siwa-sokna-Nafusi                                                                |
|  |                                                                                  |
|  | Mzab-Wargla                                                                      |
|  |                                                                                  |
|  | Tumzabt                                                                          |
|  |                                                                                  |
|  | Figuig                                                                           |
|  |                                                                                  |

|  | Mzab-Wargla |
|  |             |
|  | Tumzabt     |
|  |             |
|  | Figuig      |
|  |             |

|  | Ghomara          |
|  |                  |
|  | Senhaya de Srair |
|  |                  |

|  | Tamazight (Marruecos) |
|  |                       |
|  | Tashelhit (Marruecos) |
|  |                       |
|  | Judeo-Bereber         |
|  |                       |

|  | Rifeño (Marruecos) |
|  |                    |
|  | Cabilio            |
|  |                    |
|  | Matmata            |
|  |                    |

|  | Ghomara          |
|  |                  |
|  | Senhaya de Srair |
|  |                  |

|  | Tamazight (Marruecos) |
|  |                       |
|  | Tashelhit (Marruecos) |
|  |                       |
|  | Judeo-Bereber         |
|  |                       |

|  | Rifeño (Marruecos) |
|  |                    |
|  | Cabilio            |
|  |                    |
|  | Matmata            |
|  |                    |

|  | \| \| Mzab-Wargla \| \| \| \| \| \| Tumzabt \| \| \| \| \| \| Figuig \| \| \| \| |
|  |                                                                                  |
|  | Siwa-sokna-Nafusi                                                                |
|  |                                                                                  |
|  | Mzab-Wargla                                                                      |
|  |                                                                                  |
|  | Tumzabt                                                                          |
|  |                                                                                  |
|  | Figuig                                                                           |
|  |                                                                                  |

|  | Mzab-Wargla |
|  |             |
|  | Tumzabt     |
|  |             |
|  | Figuig      |
|  |             |

|  | \| \| Mzab-Wargla \| \| \| \| \| \| Tumzabt \| \| \| \| \| \| Figuig \| \| \| \| |
|  |                                                                                  |
|  | Siwa-sokna-Nafusi                                                                |
|  |                                                                                  |
|  | Mzab-Wargla                                                                      |
|  |                                                                                  |
|  | Tumzabt                                                                          |
|  |                                                                                  |
|  | Figuig                                                                           |
|  |                                                                                  |

|  | Mzab-Wargla |
|  |             |
|  | Tumzabt     |
|  |             |
|  | Figuig      |
|  |             |

|  | Ghomara          |
|  |                  |
|  | Senhaya de Srair |
|  |                  |

|  | Tamazight (Marruecos) |
|  |                       |
|  | Tashelhit (Marruecos) |
|  |                       |
|  | Judeo-Bereber         |
|  |                       |

|  | Rifeño (Marruecos) |
|  |                    |
|  | Cabilio            |
|  |                    |
|  | Matmata            |
|  |                    |

|  | Ghomara          |
|  |                  |
|  | Senhaya de Srair |
|  |                  |

|  | Tamazight (Marruecos) |
|  |                       |
|  | Tashelhit (Marruecos) |
|  |                       |
|  | Judeo-Bereber         |
|  |                       |

|  | Rifeño (Marruecos) |
|  |                    |
|  | Cabilio            |
|  |                    |
|  | Matmata            |
|  |                    |

|  | \| \| Mzab-Wargla \| \| \| \| \| \| Tumzabt \| \| \| \| \| \| Figuig \| \| \| \| |
|  |                                                                                  |
|  | Siwa-sokna-Nafusi                                                                |
|  |                                                                                  |
|  | Mzab-Wargla                                                                      |
|  |                                                                                  |
|  | Tumzabt                                                                          |
|  |                                                                                  |
|  | Figuig                                                                           |
|  |                                                                                  |

|  | Mzab-Wargla |
|  |             |
|  | Tumzabt     |
|  |             |
|  | Figuig      |
|  |             |

|  | \| \| Mzab-Wargla \| \| \| \| \| \| Tumzabt \| \| \| \| \| \| Figuig \| \| \| \| |
|  |                                                                                  |
|  | Siwa-sokna-Nafusi                                                                |
|  |                                                                                  |
|  | Mzab-Wargla                                                                      |
|  |                                                                                  |
|  | Tumzabt                                                                          |
|  |                                                                                  |
|  | Figuig                                                                           |
|  |                                                                                  |

|  | Mzab-Wargla |
|  |             |
|  | Tumzabt     |
|  |             |
|  | Figuig      |
|  |             |

|  | Ghomara          |
|  |                  |
|  | Senhaya de Srair |
|  |                  |

|  | Tamazight (Marruecos) |
|  |                       |
|  | Tashelhit (Marruecos) |
|  |                       |
|  | Judeo-Bereber         |
|  |                       |

|  | Rifeño (Marruecos) |
|  |                    |
|  | Cabilio            |
|  |                    |
|  | Matmata            |
|  |                    |

|  | Ghomara          |
|  |                  |
|  | Senhaya de Srair |
|  |                  |

|  | Tamazight (Marruecos) |
|  |                       |
|  | Tashelhit (Marruecos) |
|  |                       |
|  | Judeo-Bereber         |
|  |                       |

|  | Rifeño (Marruecos) |
|  |                    |
|  | Cabilio            |
|  |                    |
|  | Matmata            |
|  |                    |

|  | \| \| Mzab-Wargla \| \| \| \| \| \| Tumzabt \| \| \| \| \| \| Figuig \| \| \| \| |
|  |                                                                                  |
|  | Siwa-sokna-Nafusi                                                                |
|  |                                                                                  |
|  | Mzab-Wargla                                                                      |
|  |                                                                                  |
|  | Tumzabt                                                                          |
|  |                                                                                  |
|  | Figuig                                                                           |
|  |                                                                                  |

|  | Mzab-Wargla |
|  |             |
|  | Tumzabt     |
|  |             |
|  | Figuig      |
|  |             |

|  | \| \| Mzab-Wargla \| \| \| \| \| \| Tumzabt \| \| \| \| \| \| Figuig \| \| \| \| |
|  |                                                                                  |
|  | Siwa-sokna-Nafusi                                                                |
|  |                                                                                  |
|  | Mzab-Wargla                                                                      |
|  |                                                                                  |
|  | Tumzabt                                                                          |
|  |                                                                                  |
|  | Figuig                                                                           |
|  |                                                                                  |

|  | Mzab-Wargla |
|  |             |
|  | Tumzabt     |
|  |             |
|  | Figuig      |
|  |             |

|  | Ghomara          |
|  |                  |
|  | Senhaya de Srair |
|  |                  |

|  | Tamazight (Marruecos) |
|  |                       |
|  | Tashelhit (Marruecos) |
|  |                       |
|  | Judeo-Bereber         |
|  |                       |

|  | Rifeño (Marruecos) |
|  |                    |
|  | Cabilio            |
|  |                    |
|  | Matmata            |
|  |                    |

|  | Ghomara          |
|  |                  |
|  | Senhaya de Srair |
|  |                  |

|  | Tamazight (Marruecos) |
|  |                       |
|  | Tashelhit (Marruecos) |
|  |                       |
|  | Judeo-Bereber         |
|  |                       |

|  | Rifeño (Marruecos) |
|  |                    |
|  | Cabilio            |
|  |                    |
|  | Matmata            |
|  |                    |

|  | \| \| Mzab-Wargla \| \| \| \| \| \| Tumzabt \| \| \| \| \| \| Figuig \| \| \| \| |
|  |                                                                                  |
|  | Siwa-sokna-Nafusi                                                                |
|  |                                                                                  |
|  | Mzab-Wargla                                                                      |
|  |                                                                                  |
|  | Tumzabt                                                                          |
|  |                                                                                  |
|  | Figuig                                                                           |
|  |                                                                                  |

|  | Mzab-Wargla |
|  |             |
|  | Tumzabt     |
|  |             |
|  | Figuig      |
|  |             |

|  | \| \| Mzab-Wargla \| \| \| \| \| \| Tumzabt \| \| \| \| \| \| Figuig \| \| \| \| |
|  |                                                                                  |
|  | Siwa-sokna-Nafusi                                                                |
|  |                                                                                  |
|  | Mzab-Wargla                                                                      |
|  |                                                                                  |
|  | Tumzabt                                                                          |
|  |                                                                                  |
|  | Figuig                                                                           |
|  |                                                                                  |

|  | Mzab-Wargla |
|  |             |
|  | Tumzabt     |
|  |             |
|  | Figuig      |
|  |             |

|  | Ghomara          |
|  |                  |
|  | Senhaya de Srair |
|  |                  |

|  | Tamazight (Marruecos) |
|  |                       |
|  | Tashelhit (Marruecos) |
|  |                       |
|  | Judeo-Bereber         |
|  |                       |

|  | Rifeño (Marruecos) |
|  |                    |
|  | Cabilio            |
|  |                    |
|  | Matmata            |
|  |                    |

|  | Ghomara          |
|  |                  |
|  | Senhaya de Srair |
|  |                  |

|  | Tamazight (Marruecos) |
|  |                       |
|  | Tashelhit (Marruecos) |
|  |                       |
|  | Judeo-Bereber         |
|  |                       |

|  | Rifeño (Marruecos) |
|  |                    |
|  | Cabilio            |
|  |                    |
|  | Matmata            |
|  |                    |

|  | \| \| Mzab-Wargla \| \| \| \| \| \| Tumzabt \| \| \| \| \| \| Figuig \| \| \| \| |
|  |                                                                                  |
|  | Siwa-sokna-Nafusi                                                                |
|  |                                                                                  |
|  | Mzab-Wargla                                                                      |
|  |                                                                                  |
|  | Tumzabt                                                                          |
|  |                                                                                  |
|  | Figuig                                                                           |
|  |                                                                                  |

|  | Mzab-Wargla |
|  |             |
|  | Tumzabt     |
|  |             |
|  | Figuig      |
|  |             |

|  | \| \| Mzab-Wargla \| \| \| \| \| \| Tumzabt \| \| \| \| \| \| Figuig \| \| \| \| |
|  |                                                                                  |
|  | Siwa-sokna-Nafusi                                                                |
|  |                                                                                  |
|  | Mzab-Wargla                                                                      |
|  |                                                                                  |
|  | Tumzabt                                                                          |
|  |                                                                                  |
|  | Figuig                                                                           |
|  |                                                                                  |

|  | Mzab-Wargla |
|  |             |
|  | Tumzabt     |
|  |             |
|  | Figuig      |
|  |             |

### El bereber y las lenguas afroasiáticas

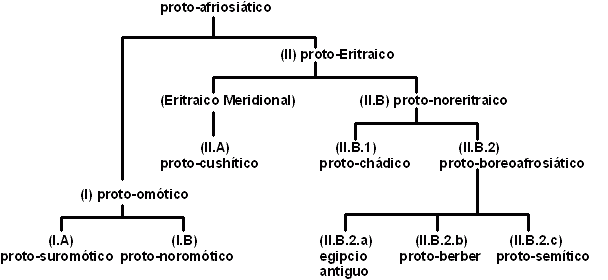
Principales divisiones dentro de las lenguas afroasiáticas según Ehret (1995), otros autores proponen árboles diferentes (ver afrosiático).

Las lenguas bereberes forman parte de la macrofamilia afroasiática. Esta macrofamilia se divide habitualmente en las siguientes grupos:
1. Las lenguas bereberes.
2. Las lenguas semíticas, que incluyen el árabe y el hebreo como miembros más conocidos.
3. Las lenguas egipcias, que incluyen el egipcio antiguo en sus diversas variedades y el copto.
4. Las lenguas cusitas, geográficamente situadas en torno al llamado Cuerno de África, y que incluyen al somalí como lengua más conocida.
5. Las Lenguas chádicas del Sudán oriental y África subsahariana, con el hausa como lengua principal.
6. Las lenguas omóticas del sudeste de Etiopía.

La relación exacta de estas familias es materia de controversia. Algunos autores consideran que el bereber estaría más cerca del semítico y del egipcio, mientras que otros lo acercan al chádico. Algunos rasgos típicos de las lenguas semíticas y otras lenguas afroasiáticas se encuentran también en las lenguas bereberes son:
- Fonéticamente ambas poseen consonantes enfáticas.
- Los lexemas son esencialmente consonánticos y las vocales se infijan en ellos.
- Los elementos pronominales se parecen a los del semítico, especialmente a los del acadio.
- La conjugación del verbo es similar.
- El femenino del nombre se forma añadiendo una -t.
- Entre los números del 1 al 10, 6 tienen similitudes.
- Un centenar de palabras son comunes entre el bereber y semítico, asin (Djerba) 'diente': sinn; isen 'nombre': ism etc.

## Características comunes

### Fonología
Las lenguas bereberes se caracterizan por tener una estructura fonológica que no requiere núcleo silábico. En cuanto al inventario consonántico depende de la variedad y no existe consenso completo entre diferentes autores. Ouakrim propone a base de mediciones empíricas de las cualidades fonéticas de diversos sonidos el siguiente inventario:
|               | Labial | Dental    | Alveolar | Pst. Alv | Palatal | Velar          | Uvular        | Faringal | Glotal |
| ------------- | ------ | --------- | -------- | -------- | ------- | -------------- | ------------- | -------- | ------ |
| oclusivas     | - / b  | t / d     |          |          |         | k / g          | q / -         |          |        |
| coarticuladas |        | tˁ / dˁ . | sˁ / zˁ  | - / ʒˁ   |         | kʷ / gʷ xʷ / - | qʷ / - - / ʁʷ |          |        |
| fricativas    | - / f  |           | s / z    | ʃ / ʒ    |         | x / -          | - / ʁ         | ħ / ʕ    | - / ɦ  |
| nasales       | m      | n         |          |          |         |                |               |          |        |
| sonorantes    |        |           | l, ɾ     |          | j       | w              |               |          |        |

En las consonantes coarticuladas el signo /ʷ/ denota consonantes labializadas, mientras que el signo /ˁ/ denota a las consonantes laringalizadas. Además de los contrastes anteriores una consonante puede tener una articulación "tensa" y una "laxa" (tradicionalmente las tensas se escriben como consonantes dobles o "geminadas").

### Morfología
Las raíces en bereber, como en otras lenguas afroasiáticas, están formadas por un "esqueleto" consonántico fijo, en el que se infijan las vocales gracias a lo cual pueden obtenerse formas flexivas diferentes, tanto en el nombre como en el verbo. Este procedimiento morfológico de la infijación, raro en otras familias de lenguas, se suplementa abundantemente con la sufijación y la prefijación. La mayoría de raíces tienen 2 o 3 consonantes, aunque también existen raíces de 1 y 4 consonantes. Morfológicamente también es común el debilitamiento de consonantes o su reforzamiento como procedimiento morfológico, y se recurre con frecuencia a la infijación como procedimiento morfológico. Esta última característica es bastante típica de las lenguas afroasiáticas. 
En el nombre se distinguen géneros gramaticales con dos valores posibles: masculino y femenino. Los nombres masculinos frecuentemente empiezan por vocal, mientras que el género femenino se marca mediante el sufijo -t o el prefijo t- y ocasionalmente el circunfijo t-...-t, derivado del protoafroasiático *t. Los verbos a diferencia de las lenguas indoeuropeas tienen marcas que indican también el género del sujeto.

#### Inflexión nominal
Las lenguas bereberes poseen género gramatical marcado tanto por afijos como por alteración de las vocales, y número gramatical marcado por procedimientos similares. La siguiente tabla muestra las formas típicas de la inflexión de género y número:
| GLOSA      | masculino singular | masculino plural | femenino singular | femenino plural |
| ---------- | ------------------ | ---------------- | ----------------- | --------------- |
| 'amarillo' | awaraɣ             | iwaraɣen         | tawaraɣt          | tiwaraɣin       |
| 'grande'   | ameqqran           | imeqqranen       | tameqqrant        | timeqqranin     |
| 'pequeño'  | amezˁyan           | imezˁyanen       | tamezˁyant        | timezˁyanin     |
| 'largo     | azegral            | izegralen        | tazegralt         | tizegralin      |
| 'frío'     | asˁemmadˁ          | isˁemmadˁen      | tasˁemmadˁt       | tisˁemmadˁin    |

En esta tabla se aprecia otra de las características típicas de las lenguas afroasiáticas: las marcas t- / -t como marcas de femenino

#### Inflexión verbal
-k como marca de segunda  persona, oposición en el paradigma verbal de conjugación prefijada frente a otra sufijada o plurales internos mediante patrones vocálicos.

### Sintaxis
Las lenguas bereberes tienen un orden de constituyentes VSO, aunque también puede encontrarse SVO. La lengua usa predominantemente el marcaje del complemento o del adjunto con preferencia al marcaje de núcleo. La lengua posee preposiciones. Un hecho interesante es que existe una forma morfológica especial de una partícula o "estado de anexión" para indicar que la palabra está regida por otra palabra. Esto se hace evidente por ejemplo cuando el sujeto sigue al verbo:
(1a) War teqqar twessart ca i ḥad
No decir anciana algo a alguien
'La anciana no dice nada a nadie'
(1b) Tawessart war teqqar ca i ḥad
anciana no decir algo a alguien
'La anciana no dice nada a nadie'
En las dos oraciones anteriores del tarifit se aprecia que la palabra para 'anciana' toma una forma diferente según se encuentre o no en estado de anexión, estando regulado el tipo de forma por la posición relativa al verbo.

### Comparación léxica
Los numerales del 1 al 10 reconstruidos para diferentes de grupos de lenguas bereberes son:
| GLOSA | bereber canario | bereber septent. | bereber tuareg | bereber zenaga | bereber ghadamés | PROTO- bereber  |
| ----- | --------------- | ---------------- | -------------- | -------------- | ---------------- | --------------- |
| '1'   | *wən            | *iggən           | *iyːən         | (nʌy)yu n      | yuːn             | *iwan           |
| '2'   | *siːn-/ *ɬin-   | *siːn            | *əsːin         | ʃin(ʌn)        | sən              | *sin- (<*θin-?) |
| '3'   | *amiat          | *qrɑdˤ           | *kɐrɑdˤ        | ka a-          | kaːrəd           | *karadˁ         |
| '4'   | *akod           | *kuzˤ            | *əkːuzˤ        | akku-          | aqquz            | *(h)akkuzˤ      |
| '5'   | *sɨmus-         | *səmːus          | *səmːus        | ʃʌmmuʃ         | semːəs           | *səmːus         |
| '6'   | *sed            | *sdˤis           | *sədˤis        | ʃuiʃ           | suz              | *sədˤis         |
| '7'   | *sa             | *sa              | *əsːa          | iʃʃʌh          | saː              | *(his)-sa:h     |
| '8'   | *tam(a)         | *tˤam            | *ətːɑm         | ittʌm          | taːm             | *i-ta:m         |
| '9'   | *aldamɑraw      | *tzˤa            | *təzˤa         | tuah           | təsuː            | *tizzˤaː        |
| '10'  | *mɑraw(a)       | *maraw           | *mǎrɑw         | mʌrʌɡ          | maraw            | *maraːw         |